# مايك غيرا
مايك غيرا (بالإنجليزية: Mike Guerra) هو لاعب كرة قاعدة أمريكي وكوبي، ولد في 11 أكتوبر 1912 في هافانا في كوبا، وتوفي في 9 أكتوبر 1992 في ميامي بيتش في الولايات المتحدة.

## وصلات خارجية
- مايك غيرا على موقعبيزبول رفرنس.كوم (الدوري الرئيسي) (الإنجليزية)
- مايك غيرا على موقع مشجعي الرسوم البيانية (الإنجليزية)